# The Girl at the Throttle
The Girl at the Throttle è un cortometraggio muto del 1914 diretto da J.P. McGowan. È il terzo episodio del serial The Hazards of Helen

## Produzione
Il film fu prodotto dalla Kalem Company.

## Distribuzione
Distribuito dalla General Film Company, l'episodio numero 3 uscì nelle sale cinematografiche USA il 28 novembre 1914. Del corto esiste ancora una copia (un positivo in 35 mm) conservata negli archivi della Library of Congress .